# Tóc vàng

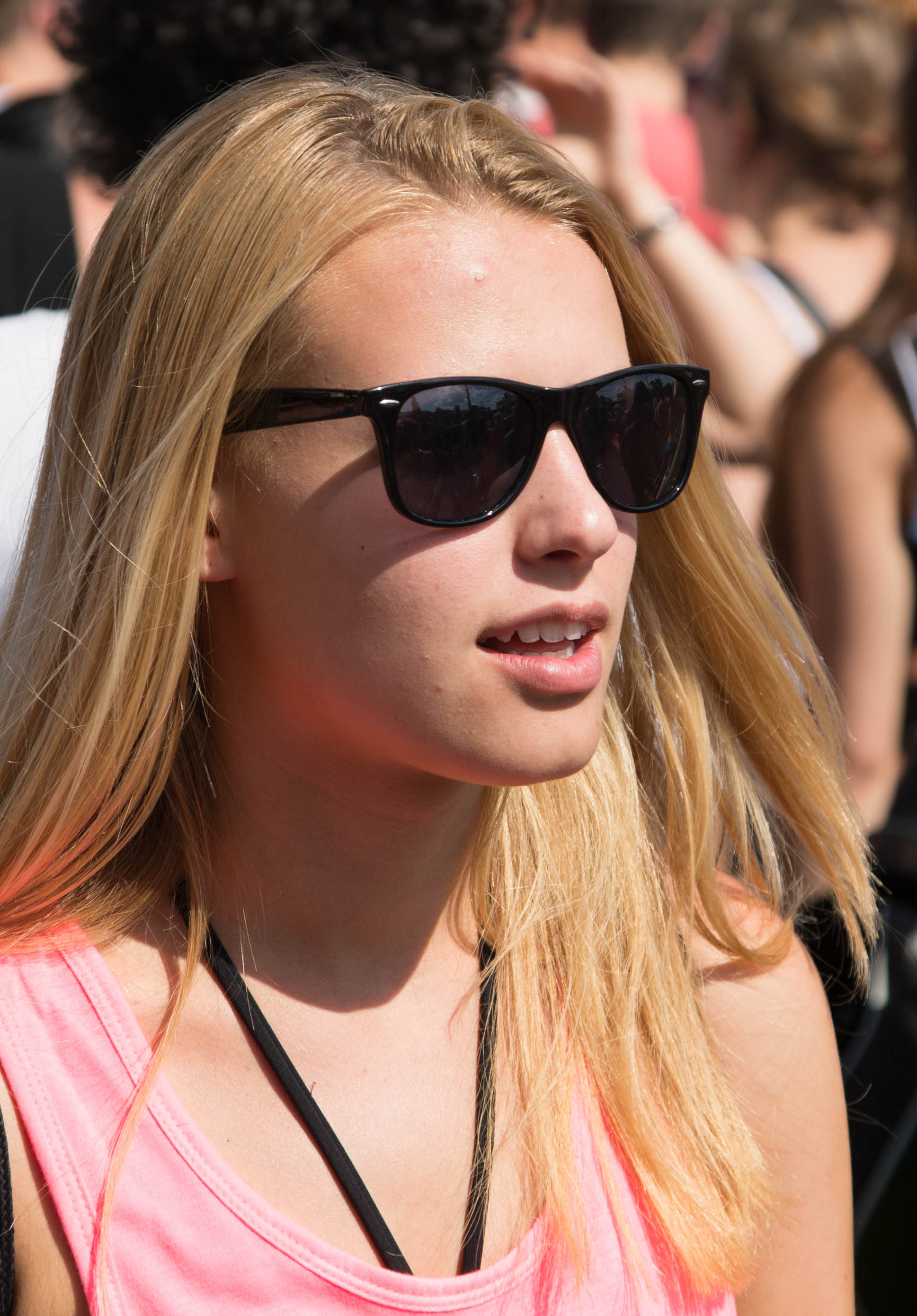
Một cô gái da trắng tóc vàng

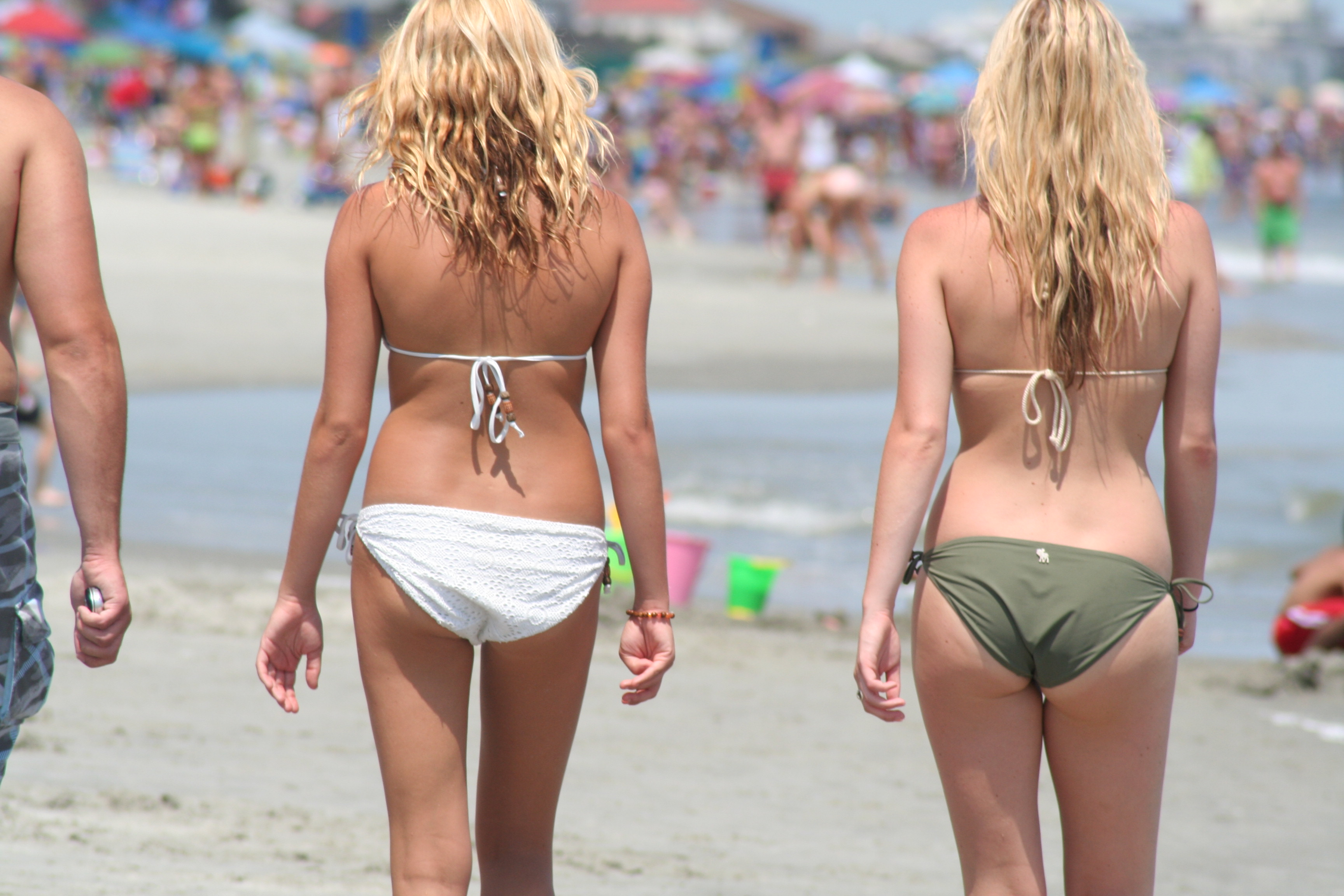
Hai cô gái tóc vàng trên bãi biển

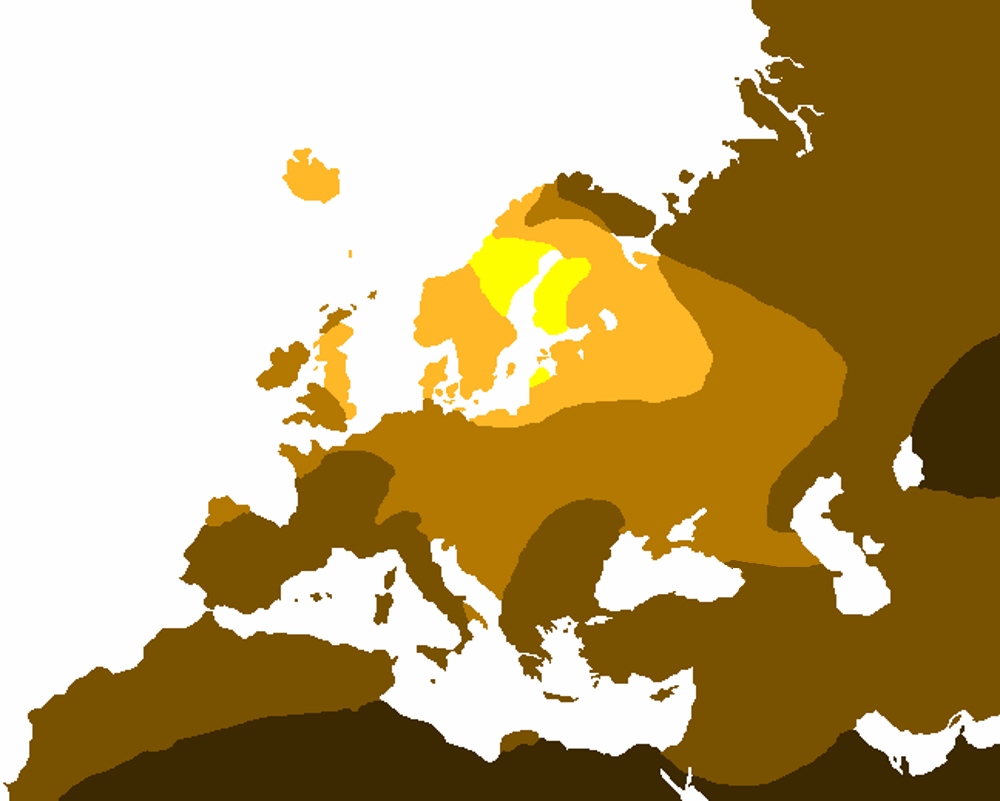
Tỷ lệ tóc vàng ở Châu Âu:
80—100%
50—79%
20—49%
1—19%
dưới 1%

Tóc vàng hoặc tóc vàng óng (Blond/blonde) hay tóc vàng hoe là màu tóc của con người với đặc trưng là hàm lượng sắc tố đen eumelanin thấp. Màu sắc thấy được thu được phụ thuộc vào nhiều yếu tố khác nhau, nhưng luôn có một chút màu hơi vàng. Màu sắc của mái tóc có thể từ màu vàng rất nhạt (do sự phân bố sắc tố không đều) đến màu vàng "dâu" hơi đỏ hoặc màu vàng nâu (màu "cát"). Đôi khi, tình trạng tóc vàng và đặc biệt là sự xuất hiện của các đặc điểm tóc vàng trong trong cộng đồng chủ yếu là người da đen hoặc da màu. Vì màu tóc có xu hướng tối dần theo độ tuổi nên tóc vàng tự nhiên ít phổ biến hơn ở tuổi trưởng thành. Tóc vàng tự nhiên chủ yếu được tìm thấy ở những người sống trong hoặc có nguồn gốc từ những người sống ở nửa phía bắc châu Âu và có thể đã tiến hóa cùng với sự phát triển của làn da sáng giúp tổng hợp vitamin D hiệu quả hơn do mức độ ánh sáng mặt trời ở Bắc Âu thấp hơn những nơi khác. Tóc vàng cũng đã phát triển ở những cộng đồng khác, mặc dù nó thường không phổ biến và có thể được tìm thấy ở những người bản địa ở Quần đảo Solomon, Vanuatu và Fiji, chúng cũng xuất hiện trong số những người Berber ở Bắc Phi và một số người châu Á.
Trong văn hóa phương Tây, mái tóc vàng từ lâu đã gắn liền với vẻ đẹp và sức sống. Aphrodite là nữ thần tình yêu và sắc đẹp của Hy Lạp được miêu tả là có mái tóc vàng óng ả. Ở Hy Lạp và La Mã cổ đại, tóc vàng thường gắn liền với gái mại dâm, những người nhuộm tóc bằng thuốc nhuộm nghệ tây để thu hút khách làng chơi. Người Hy Lạp coi người Thracia và nô lệ là tóc vàng và người La Mã gắn tóc vàng với người Celt và người Đức ở phía bắc. Trong thế giới Hy Lạp cổ đại, Iliad của Homer đã miêu tả Achilles như một nam chiến binh lý tưởng đẹp trai, cao lớn, khỏe mạnh và tóc vàng. Ở Tây Âu trong thời Trung cổ, mái tóc dài màu vàng được lý tưởng hóa như một hình mẫu vẻ đẹp của phụ nữ. Nữ thần Bắc Âu Sif và nữ anh hùng thời trung cổ Iseult đều được miêu tả là có mái tóc vàng và trong tác phẩm nghệ thuật thời trung cổ thì các nhân vật như Eve, Mary Magdalene và mẹ Maria thường có mái tóc vàng. Trong văn hóa phương Tây đương đại, phụ nữ tóc vàng thường bị coi là hấp dẫn quyến rũ nhưng không được thông minh.
Trong phần lớn nền văn hóa đại chúng phương Tây đương đại, phụ nữ tóc vàng được coi là hấp dẫn tình dục (gợi cảm, quyến rũ, hấp dẫn) đối với đàn ông hơn những phụ nữ có màu tóc khác. Ví dụ, Anita Loos đã phổ biến ý tưởng này trong cuốn tiểu thuyết Gentlemen Prefer Blondes xuất bản năm 1925 của bà. Một số phụ nữ cho biết họ cảm thấy người khác mong đợi họ trở nên vui vẻ hơn sau khi làm sáng màu tóc của họ. Ca sĩ kiêm nhạc sĩ Madonna đã phổ biến kiểu tóc ngắn nhuộm vàng sau khi phát hành album phòng thu năm 1986, và ảnh hưởng đến cả nền thời trang những năm 1980 cũng như nhiều nữ nhạc sĩ tương lai như Christina Aguilera, Lady Gaga và Miley Cyrus. Tương tự như vậy ở nhiều nền văn hóa phương Đông (Châu Á, Trung Đông) đàn ông tóc vàng thường được coi là biểu tượng cho sự nam tính của phương Tây như nam tính quá mức, tán tỉnh và hấp dẫn tình dục. Những mô tả về mối quan hệ giữa đàn ông châu Âu tóc vàng và phụ nữ Ả Rập tóc đen thậm chí còn được sử dụng như một câu chuyện ngụ ngôn về chủ nghĩa thực dân châu Âu, đặc biệt là liên quan đến Algeria thuộc Pháp.